# Cytowiany (stacja kolejowa)
Cytowiany (lit. Tytuvėnai) – stacja kolejowa w miejscowości Žarai, w rejonie kielmskim, w okręgu szawelskim, na Litwie. Położona jest na linii Radziwiliszki – Pojegi. Nazwa pochodzi od pobliskiego miasta Cytowiany.